# دامیان آلوارس (بازیکن فوتبال، زاده ۱۹۷۳)
دامیان آلوارس (اسپانیایی: Damián Álvarez‎؛ زادهٔ ۱۱ مارس ۱۹۷۳) بازیکن فوتبال اهل مکزیک بود.
از باشگاه‌هایی که در آن بازی کرده‌است می‌توان به باشگاه فوتبال گوادالاخارا، باشگاه فوتبال دالاس، باشگاه فوتبال آمریکا، باشگاه فوتبال نیوانگلند رولوشن، باشگاه فوتبال لئون، باشگاه فوتبال آتلانتی، باشگاه فوتبال اطلس، باشگاه فوتبال دپورتیوو تولوکا، و باشگاه فوتبال پاچوکا اشاره کرد.
وی همچنین در تیم‌های ملی فوتبال زیر ۲۳ سال مکزیک و مکزیک بازی کرده‌است.